# Corey Parker
Corey Parker (Nova Iorque, 8 de Julho de 1965) é um ator americano, mais conhecido por suas participações nos filmes How I Got Into College e Friday the 13th: A New Beginning.

## Biografia

### Vida pessoal
Corey Parker nasceu em 8 de Julho de 1965, sendo irmão de Noelle Parker e filho de Rocky Parker, uma atriz mais conhecida por ter se casado com Patrick Dempsey, então, 27 anos mais novo. O ator, hoje famoso por Grey's Anatomy, ainda é amigo de Corey.
Ainda adolescente, Parker trabalhou em uma academia em Stone Mountain, Geórgia, e como entregador de jornais na sua cidade natal.
Parker foi casado com a atriz australiana Linda Kerridge, mas os dois se separaram. Em 1995, Corey se casou novamente, desta vez com Angela Parker, e ambos vivem atualmente em Santa Monica, com um filho próprio e outro do primeiro casamento.

### Carreira
Parker começou bem em Hollywood, participando de filmes de terror de sucesso, como Scream for Help e Friday the 13th: A New Beginning. Porém, até o final dos anos 80 ele fez apenas pequenas participações em outros filmes como Willy/Milly, Big Man on Campus e Biloxi Blues, foi então que em 1989, outro papel notório na carreira do ator surgiu, Marlon Browne em How I Got Into College, ao lado de Lara Flynn Boyle e Anthony Edwards, futuras estrelas de The Practice e ER, respectivamente.
Nos anos 90, sua carreira migrou para a televisão, com várias participações em séries de televisão, como thirtysomething, Blueskies, Eddie Dodd e um papel fixo em The Love Boat: The Next Wave, e poucos filmes, como Fool's Paradise. A partir de 2003, Corey Parker não foi visto em nenhuma nova produção, seja na televisão, seja no cinema, segundo o IMDb Biography, para ter mais tempo para sua família.

## Filmografia

### Televisão
- 2000 Will & Grace como Josh
- 1999 The Love Boat: The Next Wave como Dr. John Morgan
- 1996 Touched by an Angel como Henry Moskowitz
- 1994 Blueskies como Joel Goodman
- 1991 Eddie Dodd como Roger Baron
- 1991 thirtysomething como Lee Owens
- 1987 The Bronx Zoo como Henry

### Cinema
- 2002 The End of the Bar como Rich Garner
- 1997 Fool's Paradise como Raymond "Ray" Powers
- 1990 White Palace como Larry Klugman
- 1989 How I Got Into College como Marlon Browne
- 1989 Big Man on Campus como Alex
- 1988 Biloxi Blues como Arnold B. Epstein
- 1986 Willy/Milly como Lopez
- 1985 Friday the 13th: A New Beginning como Pete
- 1984 Scream for Help como Josh Dealey